# 야나미 조지
야나미 조지(일본어: 八奈見乗児, 1931년 8월 30일 ~ 2021년 12월 3일)는 일본의 성우이다. 아오니 프로덕션 소속. 중화민국 만주에서 태생했다가 후쿠오카현에서 자랐다. 본명:시로토 시게미쓰

## 출연작품
- 괴물군 - 놀스, 미이라 남자, 모래 마인
- 고깔 모자의 메모루 - 류크만, 의사, 모니카의 할아버지
- 게게게의 키타로 - 마을 회의원(1기), 마을 사람(1기), 지혜 파리의 분타(2기), 다이다라 교도(2기), 잇탄모멘, 우물선인(4기)
- 거인의 별 - 반 추타
- 건X소드 - 카메오
- 겟타로보G - 쿠루마 벤케이, 브라이 대제
- 그레이트 마징가 - 유미 겐노스케, 대곤충장군 스카라베스
- 날아라 호빵맨 - 슬롯 남작,피카리
- 드래곤볼 - 해설, 무즈 북쪽 계왕, 바비디, 브리프 박사
- 디지몬 어드벤처 - 흰수염 도사(*)
- 디지몬 테이머즈 - 현무몬
- 디지몬 크로스워즈 - 가라데몬
- 디 그레이맨 - 알렉스타 클로리 1세
- 라 세느의 별 - 프란츠 1세, 모랄 경
- 마징가Z - 유미 겐노스케
- 마징카이저 - 유미 겐노스케, 마어장군 앙골라스
- 마법소녀 라라벨 - 타치바나 사쿠조
- 매지컬 햇 - 다우 아저씨
- 마신영웅전 와타루 - 오니와반 츄우타
- 맛의 달인 - 마츠요리 토요카즈
- 명탐정 코난 - 천영 스님 (52화 엑스트라)
- 메이플 타운 이야기 - 클라크 라이언 촌장
- 맹렬 아타로 - 코코로의 보스, 기요틴 일가의 두목, 코쿠히코 자에몽
- 무책임함장 테일러 - 키타구치 히데자부로
- 무민 - 잔챙이 생쥐,핀치
- 바람계곡의 나우시카 - 키쿠리
- 비밀의 앗코짱 - 야마시타 코치
- 빅쿠리 맨 시리즈[1] - 수퍼 제우스(*)
- 빅토리 구슬동자 - 할렐루야 다이오
- 사이버 보츠 - 지옥대사[2]
- 사이보그 009 - 아이작 길모어
- 세인트 세이야
- 실황 떠벌이 파로디우스 - 오프닝 내레이션
- 시티헌터2 - 타케다
- 신비한 메르모 - 노인
- 아빠는 요리사 - 요시오카 원장
- 악마성 드라큘라 X 월하의 야상곡 - 코악마, 소악마
- 오소마츠 군 - 마츠노 마츠조(66년 판)
- 우리는 만화가 토키와 장 이야기 - 내레이션
- 원피스 - 간 폴
- 은하영웅전설 - 겔라하 자작
- 은하선풍 브라이거 - 판쵸 폰쵸
- 이누야샤 - 토토사이
- 천재 바카본 - 도토리 의사,서장
- 침푸이 - 완다유
- 카라쿠리 검호전 무사시로드 - 겐나이
- 카츠마타 토모하루 삼국지 - 유표, 화타
- 큐티하니 - 키사라기 박사
- 키테레츠 대백과 - 타이헤이
- 타임보칸 시리즈 - 삼악의 홀쭉이 부하
- 호호 아줌마 - 투덜이 아저씨
- SF 서유기 스타징가 - 도지 교수
- IXION SAGA DT - 의사양반
- 2005 아이치 엑스포 공식 마스코트 - 마리조